# Barbus subinensis
Barbus subinensis е вид лъчеперка от семейство Шаранови (Cyprinidae). Видът е застрашен от изчезване.

## Разпространение
Разпространен е в Гана.

## Описание
На дължина достигат до 3,4 cm.
Популацията на вида е намаляваща.